# Čeněk Svoboda
Čeněk Svoboda (* 12. července 1978 Liberec) je český hudebník, tenorista a sbormistr, který se zaměřuje především na starou hudbu.

## Život
Narodil se v Liberci, na Základní umělecké škole se věnoval hře na housle. Zpěv studoval soukromě u profesorky Svatavy Šubrtové. Na Pedagogické fakultě University Karlovy v Praze absolvoval obor Hudební výchova a sbormistrovství ve třídě Jiřího Koláře a Marka Valáška, a vysokoškolská studia zakončil disertační prací Historicky poučená interpretace renesanční a barokní hudby. Začal spolupracovat s českými i zahraničními soubory, zaměřujícími se na starou hudbu (Musica Florea, Collegium Marianum, Hipocondria ensemble, německý Dresdner Kammerchor, francouzský Doulce mémoire). Věnuje se zejména renesanční a barokní hudbě. 
V letech 2004–2016 vedl v Praze soubor Collegium 419. Je jedním ze zakládajících členů vokálního souboru Collegium Vocale 1704 (vznikl v roce 2005 současně s barokním orchestrem Collegium 1704). Jako sbormistr vedl v letech 2006 až 2013 liberecký pěvecký sbor Ještěd. V roce 2015 založil soubor I Dilettanti (později Madrigalion Praga).
Vyučuje hudební výchovu na Gymnáziu F. X. Šaldy v Liberci, kde také vedl v letech 2000 až 2025 sbor Cum decore. Na Pedagogické fakultě Univerzity Karlovy přednáší teorii dějin hudby a sborového zpěvu na katedře hudební výchovy.
V roce 2005 obdržel od Unie českých pěveckých sborů ocenění Sbormistr Junior.